# Festividad del Señor de Choquekillka
La Festividad del señor de Choquekillka es una manifestación de índole cultural a través de su religiosidad y folklore, que tiene lugar en la ciudadela inca viviente de Ollantaytambo, distrito de Ollantaytambo, provincia del Urubamba, región del Cusco. La festividad tiene como día de inicio el primer día de Pentecostés del tiempo Pascual, por lo que no tienen una fecha en específico, siendo variada de acuerdo al calendario litúrgico, aunque, la festividad en si lleva días previos y posteriores a la celebración central. La festividad del señor de Choquekillka concuerda en inicio de fecha con la Festividad del Señor de Torrechayoc, patrono jurado del distrito de Urubamba.

## Descripción
El Fondo Editorial Caja Cusco señala en su libro "Señores del Cusco" que la festividad está dedicada a la santísima cruz del Señor de Choquekillka, y se remonta al siglo XX cuando hizo su aparición flotando en un remolino de agua en el río Vilcanota o Willcamayu en el lugar denominado Choqekillkayoq. La celebración se basa en procesiones de traslado entre la capilla en su honor y el templo Santiago Apóstol de la localidad, así como, con la celebración de la liturgia de la palabra en honor al señor y al tiempo litúrgico que se vive, y cuenta con la participación de diversas agrupaciones culturales que danzan en su honor caracterizadas con trajes típicos de la zona.
La festividad reúne en sus cuatro días principales a adeptos y creyentes procedentes de todo el Perú y mundo, siendo los ollantinos o los de ascendencia ollantina los de principal devoción, del mismo modo que atrae a turistas nacionales e internacionales.

## Carácter patrimonial
La festividad del Señor de Choquekillka ha sido declarada como Patrimonio Cultural de la Nación en año 2008 a través de la "Resolución Directoral Nacional N° 549/INC" que señala de manera textual: "Declarar Patrimonio Cultural de la Nación a la Festividad del Señor de Choquekillka, como parte de una importante serie de fiestas religiosas que recogen tradiciones de diverso origen y procedencia y contribuyen a la creación de un corpus cultural de gran riqueza y vehículo de una identidad colectiva”.